# 水論
水論（すいろん、みずろん）とは、灌漑用水の田への分配（分水）をめぐる紛争。境相論（論所）を指すこともある。水争い、水喧嘩、水騒動、水紛争ともいう。

## 概要

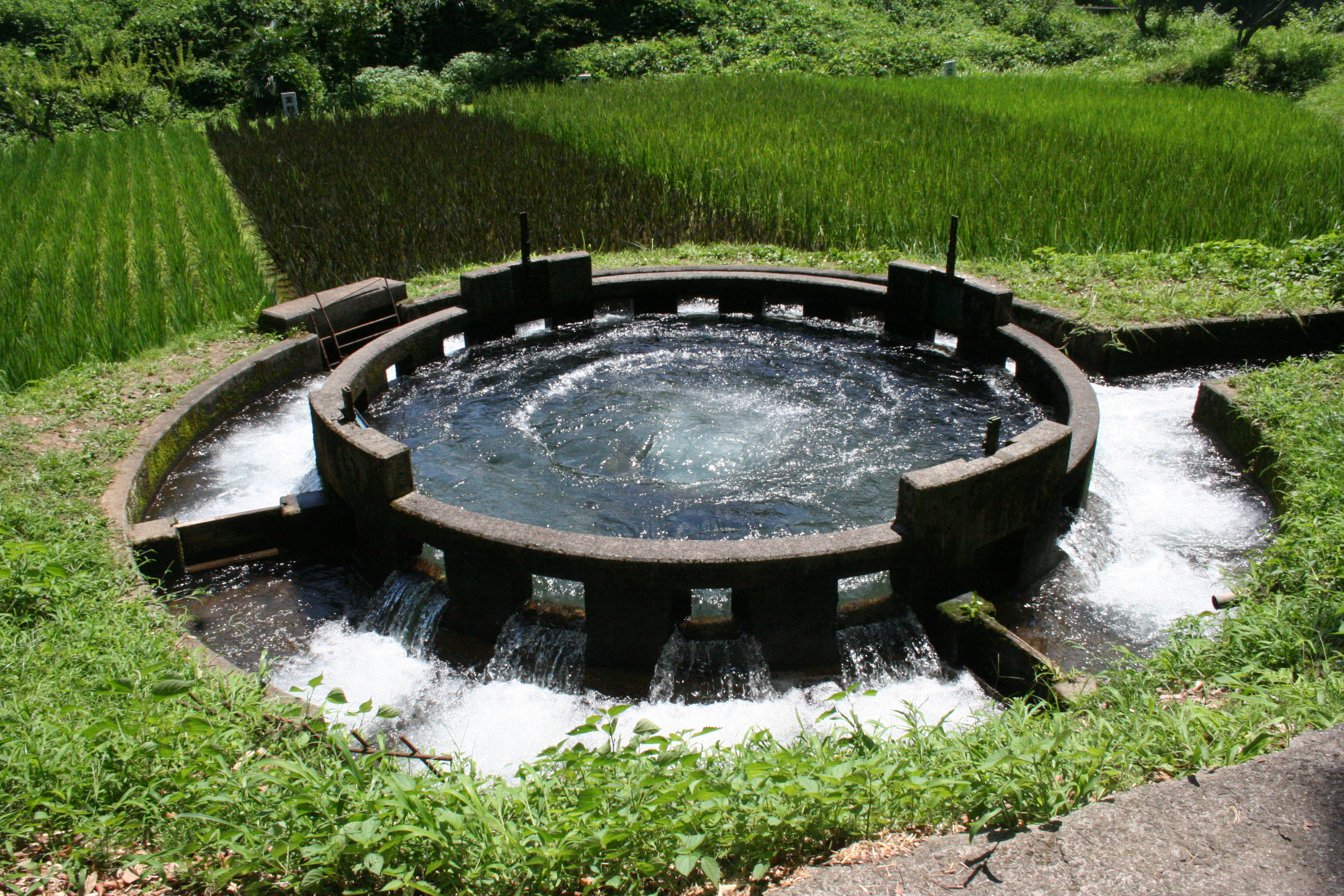
大分県竹田市の音無井路十二号分水
（1939年築造）
水論の原因の一つに、農業用水の分水の公平性の確保が挙げられる。公平性を明示的に示すために、近代に築かれるようになった円筒分水の例

中世の日本においては旱魃などが起こると暴力行為を伴う紛争となったが、近世においては暴力より訴訟が望まれ、領主は示談を薦めた。さらに、水利権の管理は領主の裁定から水利慣行として守られる用水組合を基本とした村落間の自治へと比重を移していった。争いの原因としては、堰の構造の変更、樋の形態の変更、浚渫による流量変化、分水施設の公平さをめぐる争いや経年変化による形状の変更、取水時間や順番（番水）をめぐる争い、河川の両岸にある堰同士においてより上流に堰と取水口を付け替える争い、新田開発による用水の均衡の変化、が挙げられる。近代以降においては、ポンプ使用を認めるかが水利問題に発展した例がある。現代の水利問題としては、干拓やダム建設による農業者と漁業者との利害対立や、水害防止、水資源確保、環境保護といった観点の違いによる対立がある。
水論は夏の季語である。また、水論にまつわる慣用句として「水掛け論」や「我田引水」が挙げられる。

## 日本以外
日本に限らず、水を用いるところにおいてその分配をめぐる紛争はある。20世紀末以降のアメリカ合衆国でも、ジョージア州、アラバマ州、フロリダ州にまたがる三州水利論争が発生している。
スペインはたびたび水不足となる地域である。ムルシアという平原で行われる灌漑の水の扱いを決めるムルシア平原の賢人会がある。また、バレンシア平原の灌漑の水の分配を決めるバレンシア平原の水法廷なども開かれている。これらの会議は、2009年に国際連合教育科学文化機関（UNESCO）によって無形文化遺産として登録された。